# Atakapa jezik
Atakapa jezik (ISO 639-3: aqp), izumrli jezik Atakapa (Attacapa, Ishak) Indijanaca iz jugozapadne Louisiane i istočniog Teksasa. Jezik se različito klasificirao, kao član porodice attacapan, ili danas kao jedan od jezika porodice zaljevskih jezika.
Nešto njihovih potomaka, federalno nepriznatih i miješanih s bijelom rasom, danas se služi engleskim jezikom.

## Vanjske poveznice
- Ethnologue (14th)
- Ethnologue (15th)